# رودخانه ولاسینا
رودخانه ولاسینا (به انگلیسی: Vlasina (river)) رودخانه‌ای است که در صربستان جریان دارد.